# Abyssocottus gibbosus
Abyssocottus gibbosus,  riba škarpinka iz porodice Abyssocottidae naseeljena samo kao endem u Bajkalskom jezeru u Rusiji
Živi na velikim dubinama od 400 do 1600 metara, a naraste maksimalno 14 centimetara, i nalik je srodnoj vrsti A. korotneffi, koja je nešto manja od nje. Obje ove vrste opisao je Berg 1906. godine.
Trgovačkih naziva nema, a lokalno je poznata kao белая широколобка (Bijela shirokolobka). Mlađi sinonim: Abyssocottus gibbosus subulatus Dybowski, 1908